# Dubai Tennis Championships 2021
Il Dubai Tennis Championships 2021, conosciuto anche come Dubai Duty Free Tennis Championships 2021 per motivi pubblicitari, è stato un torneo di tennis giocato sul cemento, facente parte della categoria ATP Tour 500 nell'ambito dell'ATP Tour 2021 e della categoria WTA 1000 nell'ambito del WTA Tour 2021. Sia il torneo maschile che femminile si sono giocati al The Aviation Club Tennis Centre di Dubai negli Emirati Arabi Uniti. Il torneo femminile si è giocato dal 8 al 14 marzo mentre quello maschile dal 15 al 21 marzo 2021.

## Partecipanti ATP

### Teste di serie
| Nazionalità | Giocatore             | Ranking* | Testa di serie |
| ----------- | --------------------- | -------- | -------------- |
| Austria     | Dominic Thiem         | 4        | 1              |
| Russia      | Andrej Rublëv         | 8        | 2              |
| Canada      | Denis Shapovalov      | 11       | 3              |
| Spagna      | Roberto Bautista Agut | 13       | 4              |
| Belgio      | David Goffin          | 14       | 5              |
| Spagna      | Pablo Carreño Busta   | 16       | 6              |
| Svizzera    | Stan Wawrinka         | 20       | 7              |
| Russia      | Karen Chačanov        | 21       | 8              |

* Ranking al 4 marzo 2021.

### Altri partecipanti
I seguenti giocatori hanno ricevuto una wild card per il tabellone principale:
- Mohamed Safwat
- Aslan Karacev
- Dennis Novak
- Alexei Popyrin

Il seguente giocatore ha avuto accesso al tabellone principale come special exempt:
- Matthew Ebden

I seguenti giocatori sono entrati nel tabellone principale passando dalle qualificazioni:

- Yuki Bhambri
- Lloyd Harris
- Michail Kukuškin
- Christopher O'Connell
- Emil Ruusuvuori
- Bernabé Zapata Miralles

Il seguente giocatore ha avuto accesso al tabellone principale come lucky looser:
- Radu Albot

### Ritiri
Prima del torneo
- Matteo Berrettini → sostituito da  Alejandro Davidovich Fokina
- Nick Kyrgios → sostituito da  Aljaž Bedene
- Gaël Monfils → sostituito da  Márton Fucsovics
- Roger Federer → sostituito da  Yoshihito Nishioka
- Stan Wawrinka → sostituito da  Radu Albot

## Partecipanti ATP doppio

### Teste di serie
| Nazione     | Giocatore            | Nazione    | Giovatore     | Ranking* | Testa di serie |
| ----------- | -------------------- | ---------- | ------------- | -------- | -------------- |
| Colombia    | Juan Sebastián Cabal | Colombia   | Robert Farah  | 3        | 1              |
| Croazia     | Nikola Mektić        | Croazia    | Mate Pavić    | 8        | 2              |
| Croazia     | Ivan Dodig           | Slovacchia | Filip Polášek | 19       | 3              |
| Paesi Bassi | Wesley Koolhof       | Polonia    | Łukasz Kubot  | 19       | 4              |

* Ranking aggiornato al 1 marzo 2021.

### Altri partecipanti
Le seguenti coppie hanno ricevuto una wildcard per il tabellone principale:
- Omar Alawadhi /  Hamad Abbas Janahi
- Vasek Pospisil /  Nenad Zimonjić

Le seguenti coppie sono passate dalle qualificazioni:
- Lorenzo Sonego /  Andrea Vavassori

## Partecipanti WTA

### Teste di serie
| Nazionalità | Giocatrice          | Ranking* | Testa di serie |
| ----------- | ------------------- | -------- | -------------- |
| Ucraina     | Elina Svitolina     | 5        | 1              |
| Rep. Ceca   | Karolína Plíšková   | 6        | 2              |
| Bielorussia | Aryna Sabalenka     | 8        | 3              |
| Rep. Ceca   | Petra Kvitová       | 10       | 4              |
| Paesi Bassi | Kiki Bertens        | 11       | 5              |
| Svizzera    | Belinda Bencic      | 12       | 6              |
| Bielorussia | Viktoryja Azaranka  | 14       | 7              |
| Polonia     | Iga Świątek         | 15       | 8              |
| Spagna      | Garbiñe Muguruza    | 16       | 9              |
| Belgio      | Elise Mertens       | 18       | 10             |
| Stati Uniti | Madison Keys        | 19       | 11             |
| Rep. Ceca   | Markéta Vondroušová | 20       | 12             |
| Croazia     | Petra Martić        | 21       | 13             |
| Kazakistan  | Elena Rybakina      | 23       | 14             |
| Estonia     | Anett Kontaveit     | 24       | 15             |
| Grecia      | Maria Sakkarī       | 25       | 16             |

- Ranking al 1 marzo 2021.

### Altre partecipanti
Le seguenti giocatrici hanno ricevuto una wild card per il tabellone principale:
- Tímea Babos
- Cori Gauff
- Anastasija Potapova

La seguente giocatrice è entrata in tabellone tramite il ranking protetto:
- Jaroslava Švedova

Le seguenti giocatrici sono entrate nel tabellone principale passando dalle qualificazioni:

1. Kaia Kanepi
2. Irina-Camelia Begu
3. Liang En-shuo
4. Lesja Curenko

1. Tereza Martincová
2. Ana Bogdan
3. Katarina Zavac'ka
4. Ana Konjuh

Le seguenti giocatrici sono entrate nel tabellone principale come Lucky loser:
- Misaki Doi
- Martina Trevisan

### Ritiri
Prima del torneo
- Bianca Andreescu → sostituita da  Alizé Cornet
- Ashleigh Barty → sostituita da  Kateřina Siniaková
- Jennifer Brady → sostituita da  Bernarda Pera
- Danielle Collins → sostituita da  Kristýna Plíšková
- Simona Halep → sostituita da  Jessica Pegula
- Sofia Kenin → sostituita da  Kristina Mladenovic
- Magda Linette → sostituita da  Jil Teichmann
- Karolína Muchová → sostituita da  Barbora Krejčíková
- Julija Putinceva → sostituita da  Paula Badosa Gibert
- Alison Riske → sostituita da  Anastasija Sevastova
- Barbora Strýcová → sostituita da  Laura Siegemund
- Donna Vekić → sostituita da  Patricia Maria Țig
- Zhang Shuai → sostituita da  Shelby Rogers

## Partecipanti WTA doppio

### Teste di serie
| Nazione     | Giocatrice         | Nazione     | Giocatrice           | Ranking* | Testa di serie |
| ----------- | ------------------ | ----------- | -------------------- | -------- | -------------- |
| Belgio      | Elise Mertens      | Bielorussia | Aryna Sabalenka      | 3        | 1              |
| Rep. Ceca   | Barbora Krejčíková | Rep. Ceca   | Kateřina Siniaková   | 15       | 2              |
| Stati Uniti | Nicole Melichar    | Paesi Bassi | Demi Schuurs         | 23       | 3              |
| Giappone    | Shūko Aoyama       | Giappone    | Ena Shibahara        | 29       | 4              |
| Ungheria    | Tímea Babos        | Russia      | Veronika Kudermetova | 32       | 5              |
| Cina        | Zhang Shuai        | Cina        | Zheng Saisai         | 55       | 6              |
| Stati Uniti | Hayley Carter      | Brasile     | Luisa Stefani        | 61       | 7              |
| Cile        | Alexa Guarachi     | Croazia     | Darija Jurak         | 63       | 8              |

- Ranking al 1 marzo 2021.

### Altre partecipanti
Le seguenti coppie di giocatrici hanno ricevuto una wild card per il tabellone principale:
- Sarah Behbehani /  Çağla Büyükakçay
- Eden Silva /  Rosalie van der Hoek

Le seguenti coppie di giocatrici sono entrate in tabellone tramite il ranking protetto:
- Natela Dzalamidze /  Cornelia Lister
- Andreja Klepač /  Sania Mirza
- Aleksandra Krunić /  Aleksandra Panova

## Punti
| Evento              | V   | F   | SF  | QF  | 3T   | 2T   | 1T | Q    | Q2   | Q1   |
| Singolare maschile  | 500 | 300 | 180 | 90  | 45   | 20   | 0  | 10   | 4    | 0    |
| Doppio maschile     | 500 | 300 | 180 | 90  | N.D. | N.D. | 0  | N.D. | N.D. | N.D. |
| Singolare femminile | 900 | 585 | 350 | 190 | 105  | 60   | 1  | 30   | 20   | 1    |
| Doppio femminile    | 900 | 585 | 350 | 190 | N.D. | 105  | 1  | N.D. | N.D. | N.D. |

## Montepremi
| Evento              | V        | F        | SF      | QF      | 3T      | 2T      | 1T      | Q    | Q2     | Q1     |
| Singolare maschile  | 149490 $ | 110530 $ | 78710 $ | 53590 $ | 33495 $ | 19260 $ | 13300 $ | N.D. | 8875 $ | 4690 $ |
| Doppio maschile*    | 52850 $  | 39780 $  | 28620 $ | 18840 $ | N.D.    | N.D.    | 11860 $ | N.D. | N.D.   | N.D.   |
| Singolare femminile | 221500 $ | 164000 $ | 87000 $ | 41500 $ | 21000 $ | 13300 $ | 10750 $ | N.D. | 6300 $ | 3250 $ |
| Doppio femminile*   | 67000 $  | 43990 $  | 27500 $ | 13800 $ | N.D.    | 8700 $  | 6500 $  | N.D. | N.D.   | N.D.   |

*per squadra

## Campioni

### Singolare maschile
Aslan Karacev ha sconfitto in finale  Lloyd Harris con il punteggio di 6-3, 6-2.
- È il primo titolo in carriera per Karacev.

### Singolare femminile
Garbiñe Muguruza ha sconfitto in finale  Barbora Krejčíková con il punteggio di 7-6(6), 6-3.
- È l'ottavo titolo per Muguruza, il primo della stagione.

### Doppio maschile
Juan Sebastián Cabal /  Robert Farah hanno sconfitto in finale  Nikola Mektić /  Mate Pavić con il punteggio di 7-6(0), 7-6(4).

### Doppio femminile
Alexa Guarachi /  Darija Jurak hanno sconfitto in finale  Xu Yifan /  Yang Zhaoxuan con il punteggio di 6-0, 6-3.